# Microregione di Ouro Preto
Ouro Preto è una microregione del Minas Gerais in Brasile, appartenente alla mesoregione di Metropolitana di Belo Horizonte.

## Comuni
È suddivisa in 4 comuni:
- Diogo de Vasconcelos
- Itabirito
- Mariana
- Ouro Preto